# Рашкевич, Наум Абрамович
Нау́м Абра́мович Рашке́вич (17 сентября 1917, Ростов-на-Дону — 1982, Грозный) — советский зоолог, орнитолог, эколог и преподаватель.

## Биография
Родился в семье портного Абрама Марковича и Фриды Наумовны, имел трех сестер — Зельду, Марию и Матильду. В 1936—1941 годах обучался в университете в Ростове-на-Дону. Воевал на Ленинградском фронте, был ранен и контужен. Работал сначала в РГУ, откуда был сокращен в 1952 году из-за еврейского происхождения, а затем, с 1966 года, на биологическом факультете Чечено-Ингушского университета им. Л. Н. Толстого, где стал деканом, читал лекции по биогеографии. Участвовал в горных комплексных экспедициях, собрав ценные данные о грызунах и птицах, змеях итумкалинских окрестностей. Участвовал в написании монографии о ящерице прыткой. Некоторые местности Чечено-Ингушетии Рашкевичем были обследованы в части зоологического разнообразия впервые или впервые с XIX века.
До жизни в Чечне побывал в Средней Азии, где работал в Нукусе и на Дальнем Востоке, где работал в институте и изучал природу Приамурья. Кандидат биологических наук с 1954 года, доцент с 1957. Внёс большой вклад в изучение природы Чечено-Ингушетии, исследовал фауну тугаев и плавней Амударьи. С 1949 по 1981 году много печатался, в том числе в центральной прессе. Вышел на пенсию. Скончался в Грозном.

## Семья
Был дважды женат. В 1973 в результате несчастного случая в армии погиб его сын Владимир, памяти которого Н. А. Рашкевич посвятил книгу «Записки натуралиста» (Чечено-Ингушское книжное издательство, Грозный, 1976).
Правнук — В. П. Головань.

## Книги
- Записки натуралиста (1976)
- Мир пернатых. (Птицы Чечено-Ингушетии) (1980)

Также публиковал путеводители и карты.